# Владимир Христов
 Тази статия е за българския геодезист.  За машинния инженер вижте Владимир Христов (инженер).  
Владимѝр Кѝрилов Хрѝстов е български геодезист и астроном.

## Биография
Владимир Христов е роден на 18 декември 1903 година в София в семейството на известния български поет Кирил Христов и Невена Палашева, учителка, по произход от Велес. Учи астрономия, математика и физика в Лайпцигския университет, където се дипломира през 1925 година, като защитава докторат по астрономия.
От 1925 до 1948 година работи в Астрономическото отделение на Държавния географски институт при Министерството на войната. Възложено му е да организира и проведе необходимите астрономически измервания в изграждащата се вече първокласна триангулация, да мотивира изборът на референтен елипсоид, да създаде работни формули и проведе редукционните задачи за привеждане на измерванията върху елипсоида, да извърши ориентирането на мрежата, да мотивира предложение за избор на плановите координати и за избор на картната проекция на топографската карта. При тези условия, академик Христов се обръща към богатата библиотека на Лайпциския университет и трудовете на Хелмерт, третиращи проблемите с извеждане размерите на референтен елипсоид и неговото ориентиране по данни от проведените геодезически измервания и астрономически определения. Академик Христов усвоява теорията на Хелмерт и дава и по-рационални решения, като дефинира задачата с помощта на диференциални функции и редови развития, при което без загуба на точност дава по-прагматични от изчислителна гледна точка решения. Разработеният от него метод е в основата и на по-късните му работи, като например въвеждането на Гаусовите координати и изчисляване на всички необходими за тях редукции и трансформации в застъпните ивици, извеждането на формули за преход от една Референтна геодезическа система в друга и конкретните решения за въвеждане на българската система 1950 г. с елипсоида на Красовски, като трансформационен аналог на система 1930 г., дефинирана върху елипсоида на Хейфорд.
Трансформационните решения по метода на Христов лесно се поддават на табулиране и чрез изготвени за целта таблици бързо навлизат в геодезическата практика.
През 1948 година става преподавател по висша геодезия в Държавната политехника, днес Университет по архитектура, строителство и геодезия, където остава до пенсионирането си през 1970 година. В Университета той поставя основите, създава програмите и издава първите български учебници по четирите основни направления – научни дисциплини, които формират и към момента знанията на студентите от геодезическата специалност по висша геодезия: математична картография, физична геодезия, геодезическа астрономия и висша (математична) геодезия.
От 1948 година е член-кореспондент, а от 1958 година е академик на Българската академия на науките (БАН). От 1948 завежда секцията по геодезия в Техническия институт на БАН, а от 1956 до 1970 година оглавява Централната лаборатория по геодезия.
През 1959 г. академик Христов успява да възстанови Българския национален комитет по геодезия и геофизика и членството на България в Международния съюз по геодезия и геофизика, което датира от 1932 г., но е прекратено по време на Втората световна война и в годините на политическа изолация след това. В качеството си на дългогодишен председател на този комитет, той развива особено плодотворна научна дейност и създава връзки с научни институции и общности от целия свят.
Умира на 28 февруари 1979 година.

## Научни приноси
Много пъти са отбелязвани заслугите на академик Христов за развитието на геодезическата наука и на българската геодезическа практика. По-важните от тях са следните:
- Избор на методи, организиране и провеждане на основните астрономически измервания за целите на геодезията. Реализиране в по-късните години на дължинни връзки с астрономическите обсерватории на голяма част от страни на Европа;
- Ориентиране на първоредната триангулация на България, съпроводено с решенията на редукционните задачи за преход върху елипсоида и на видовете геодезически координати и координатни трансформации;
- Въвеждане на Гаусовите координати и Гаусова проекция за изработване на топографската карта на страната, и за всички кадастрални планове; Поставяне основата на гравиметричната мрежа и на гравиметричната снимка на страната. Реализиране на връзки и преход в Потсдамската система на тежестите; Разработване на теоретичната основа и реализиране на прехода в Българската геодезическа система 1950 (БГС 50);
- Активно участие в научните дискусии (в рамките на Международния съюз по геодезия и геофизика и сериозен принос по дефиниране и приемане на геоцентричната референтна система ГРС 80, в която работят сега спътниковите системи – американската НАВСТАР, руската ГЛОНАСС и на Европейската космическа агенция ГАЛИЛЕО.

Всяко едно от тези достижения е своеобразен връх в геодезическата наука, актуално и към момента. Постигнатото от академик Христов е получило научно признание в света и държавно признание в България. Удостоен е с всички научни и почетни звания, носител е на най-високите държавни отличия. През 1969 г. е избран за почетен член на Унгарската академия на науките.

## Памет
На академик Владимир Христов е наречена улица в квартал „Киноцентъра III“ в София (Карта).